# پایگاه نیروی هوایی لورینگ
پایگاه نیروی هوایی لورینگ (به انگلیسی: Loring Air Force Base) (به زبان بومی: Limestone Air Force Base) یک فرودگاه است که یک باند فرود آسفالت و بتن دارد و طول باند آن ۳۶۸۸ متر است. این فرودگاه در کشور ایالات متحده آمریکا قرار دارد و در ارتفاع ۲۲۷٫۴ متری از سطح دریا واقع شده است.